# Massimiliano Magatti
Massimiliano Magatti (Lugano, 31 maggio 1821 – Lugano, 20 ottobre 1894) è stato un avvocato e politico svizzero-italiano, esponente del partito conservatore, deputato al Gran Consiglio, Consigliere di Stato, Consigliere nazionale, municipale di Lugano..
Figlio di Pietro e di Francesca Bono. Si laurea nel 1845 presso l'Università di Pisa, per poi tornare a Lugano dove esercita l'attività di avvocato e notaio. Nel 1852 pubblica il giornale L'imparziale e nel 1859 venne eletto al Gran Consiglio, ove rimane fino al 1893. Nel 1872 viene eletto al consiglio nazionale e nel 1877 al Consiglio di Stato; l'anno successivo lascia il governo per tornare alla professione avvocatizia.